# Chapelle des Carmélites de Toulouse
Pour les articles homonymes, voir Chapelle des Carmélites et couvent des Carmélites.
La chapelle des Carmélites est un ancien édifice religieux catholique sis rue du Périgord, à Toulouse (France). Édifiée au XVIIe siècle et décorée au XVIIIe siècle comme lieu de prière du couvent des Carmélites elle contient un remarquable ensemble de peintures murales de Jean-Pierre Rivalz et de tableaux de Jean-Baptiste Despax. C'est le seul édifice du couvent qui n'ait pas été détruit durant la Révolution française. Elle est classée au titre des monuments historiques par arrêté le 10 février 1909.

## Historique
Des religieuses carmélites de la branche réformée par Thérèse d'Ávila, étaient arrivées à Toulouse en 1616. Elles purent s'installer dans leur couvent en 1625.
Les premières religieuses à venir s'installer à Toulouse venaient du couvent des Carmélites de Bordeaux. Le nouveau couvent était sous la direction de mère Élisabeth des Anges, venue d'Espagne après une demande faite par la reine mère, Marie de Médicis, pour établir l'Ordre en France.

### La chapelle

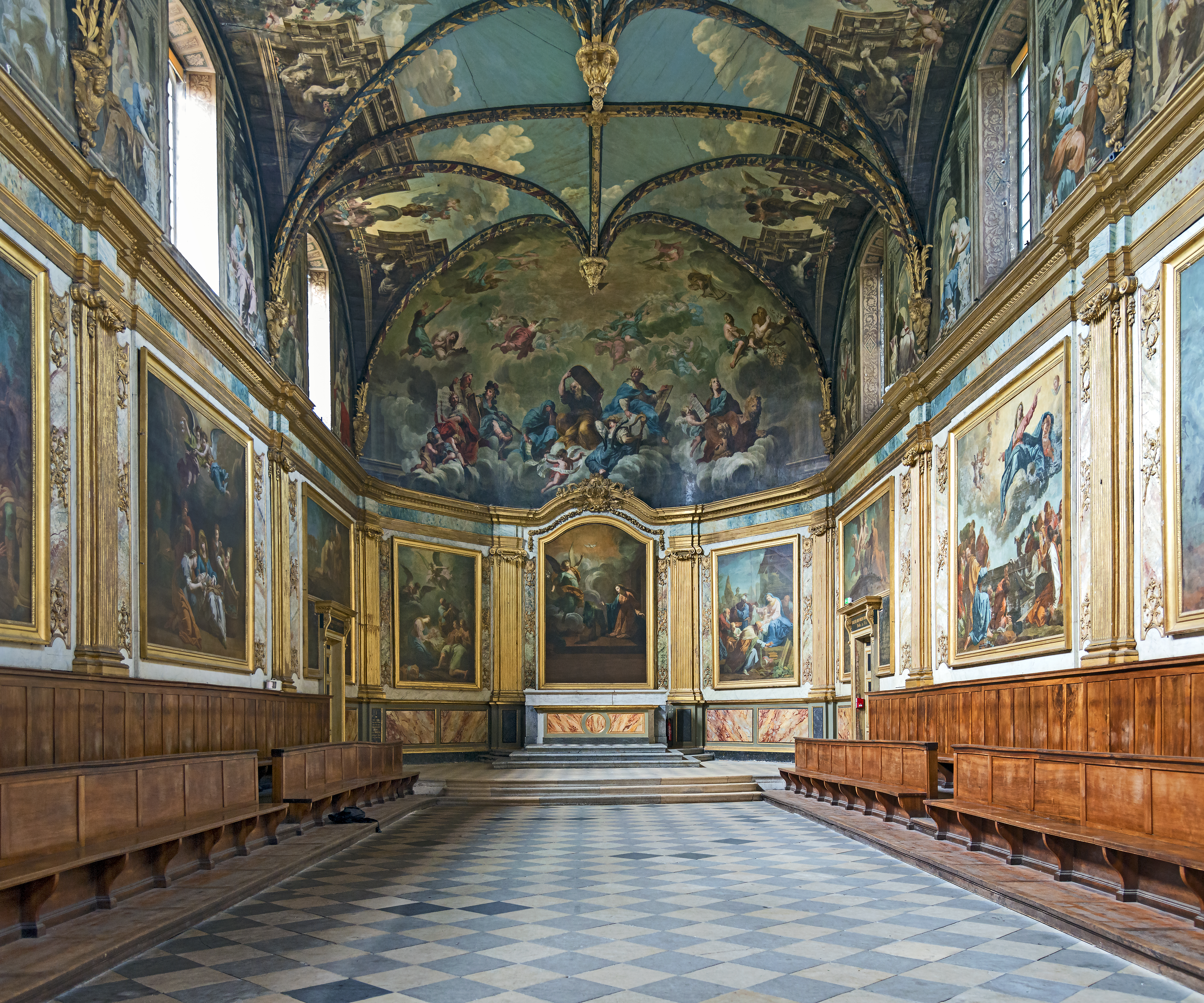
Vue générale

Le 1er juillet 1622, année de la canonisation de sainte Thérèse d'Ávila, le roi Louis XIII, accompagnée de son épouse Anne d'Autriche, posa la première pierre de la chapelle. Il s'était engagé à donner 25000 livres pour permettre de terminer la construction, mais il ne tint pas sa promesse. Les travaux avaient pu débuter grâce à la générosité de Guillaume de Rességuier, président des enquêtes du parlement de Toulouse et dont les cinq filles étaient devenues moniales.
Didier Sansonnet est l'architecte de la Chapelle des Carmélites et du Couvent des Carmélites de Toulouse.
La chapelle a été terminée en 1643. Son plan est très simple : nef unique à quatre travées et une abside à trois pans.
Longueur : 29 m
Largeur : 10,80 m
Hauteur : 11,80 m
Le chœur liturgique comprend la quatrième travée et l'abside. À droite, dans la quatrième travée, se trouvait le chœur des moniales isolé par des grilles et un rideau selon la règle du Carmel. À gauche se trouvait la chapelle dédiée à saint Joseph. Deux autres chapelles se trouvaient de part et d'autre de la troisième travée, celle de droite est consacrée à sainte Thérèse, celle de gauche à saint Jean de la Croix.
La chapelle est couverte d'un lambris de chêne en berceau surbaissé soutenue par des ogives. Les retombées des arcs et des ogives sont supportées par des culots dont le dessin a dû être donné en 1676 par Jean-Pierre Rivalz (1625-1707).
La chapelle est éclairée par huit fenêtres hautes.
La façade de l'église est très simple avec un fronton triangulaire. La statue de la Vierge à l'Enfant se trouvant dans la niche centrale date de 1881 et remplace celle offerte en 1667 par un chanoine de Saint-Sernin, Jean de Cambolas. L'oculus a été fermé quand la décoration intérieure a été réalisée.

### La décoration

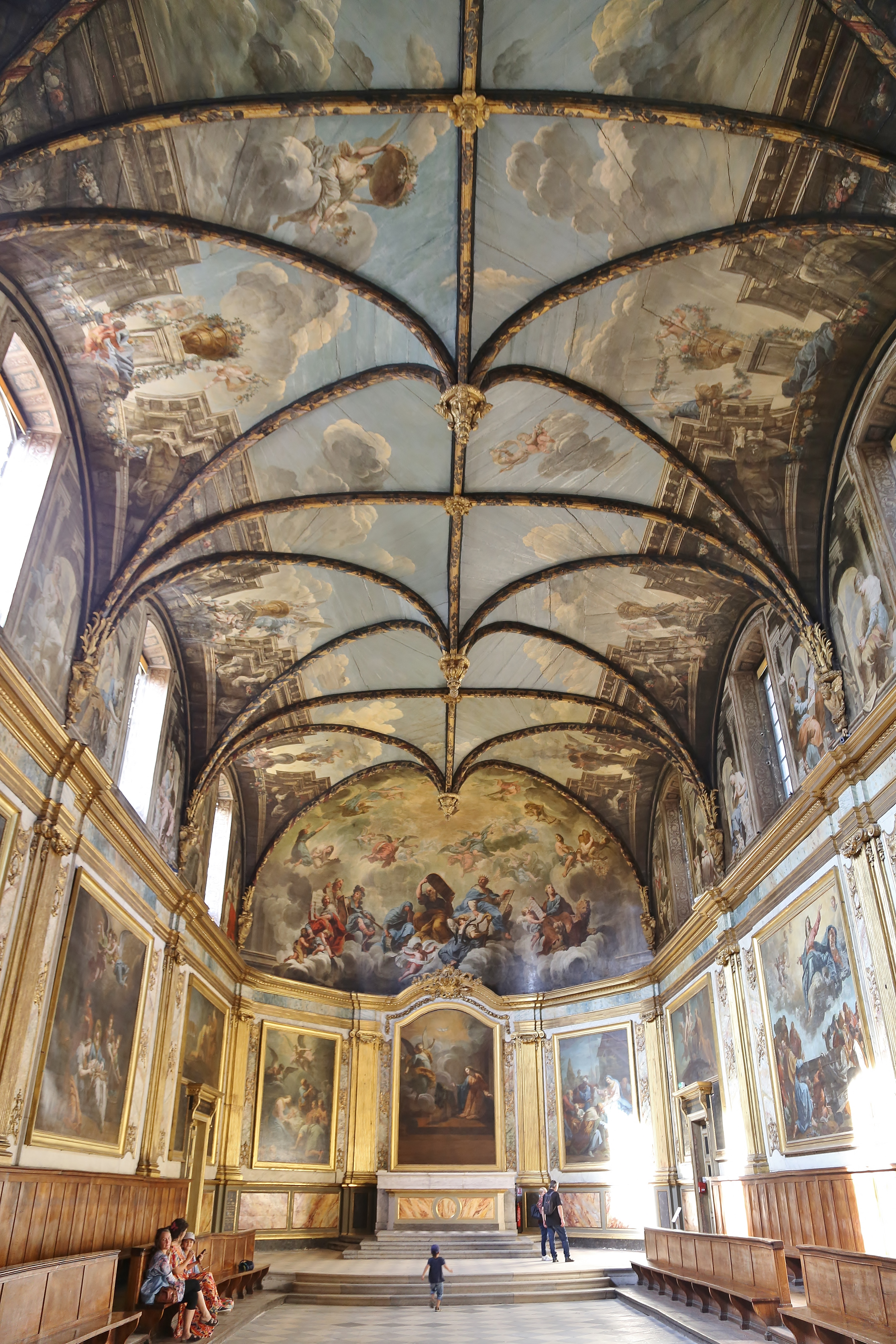
Voûte en lambris de chêne à clefs pendantes.

#### Mobilier
Tout le mobilier a disparu. Du retable au maître-autel il ne subsiste qu'un dessin, avec, au dos, le marché signé le 9 mai 1662 entre le sculpteur Pierre Affre (Béziers, vers 1590 - Toulouse, 1669) et la prieure du couvent, sœur Marie de Jésus. Il comprend deux versions des parties latérales.
Le retable épousait les trois pans coupés de l'abside. En 1751 fut installé un maître-autel de marbre à la romaine, avec un tabernacle en forme d'Arche par le sculpteur Etienne Rossat.

#### Peintures
Le cycle de peintures a été élaboré par la religieuse sœur Marie-Louise de la Miséricorde. Elle avait été nommée prieure du couvent le 14 juin 1658 mais était morte le 16 novembre suivant. Les religieuses souhaitaient remplacer les peintures exécutées par Jean-Pierre Rivalz (1625-1706) qui représentaient, selon le Mercure de France de juin 1736, "un ouvrage mélé d'Architecture et de figures plus grandes que le naturel". Un dessin daté du 24 août 1676 montre un projet de décoration du mur gauche qui lui est attribué. Un autre dessin comprenant la contre-façade montre une Apothéose de sainte Thérèse. Il est attribué à Jean-Pierre Rivalz ou à son fils Antoine (1667-1735). À la mort d'Antoine Rivalz, la reprise de la décoration de la chapelle a été attribuée à un de ses meilleurs élèves, Jean-Baptiste Despax. Cette reprise se fit en tenant compte des peintures existantes. Ces travaux de décoration durèrent de 1737 à 1752. Ils s'interrompirent pendant le séjour de Despax à Paris, entre 1742 et 1746, période pendant laquelle il fréquenta l'atelier de Jean Restout. Ces peintures rappellent celles de Jean Jouvenet, de François Lemoyne et d'Antoine Coypel.

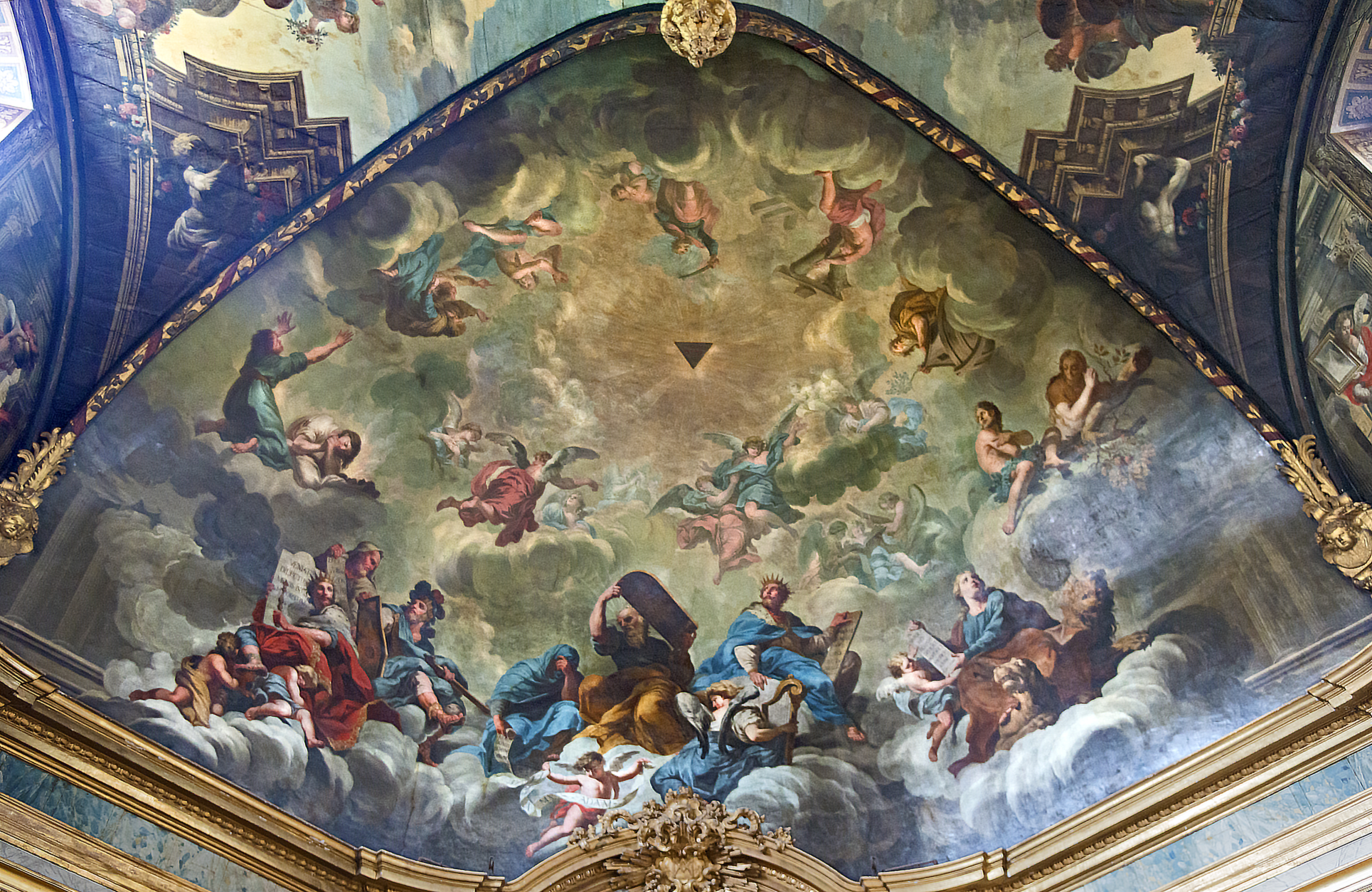
Le Plafond du chœur
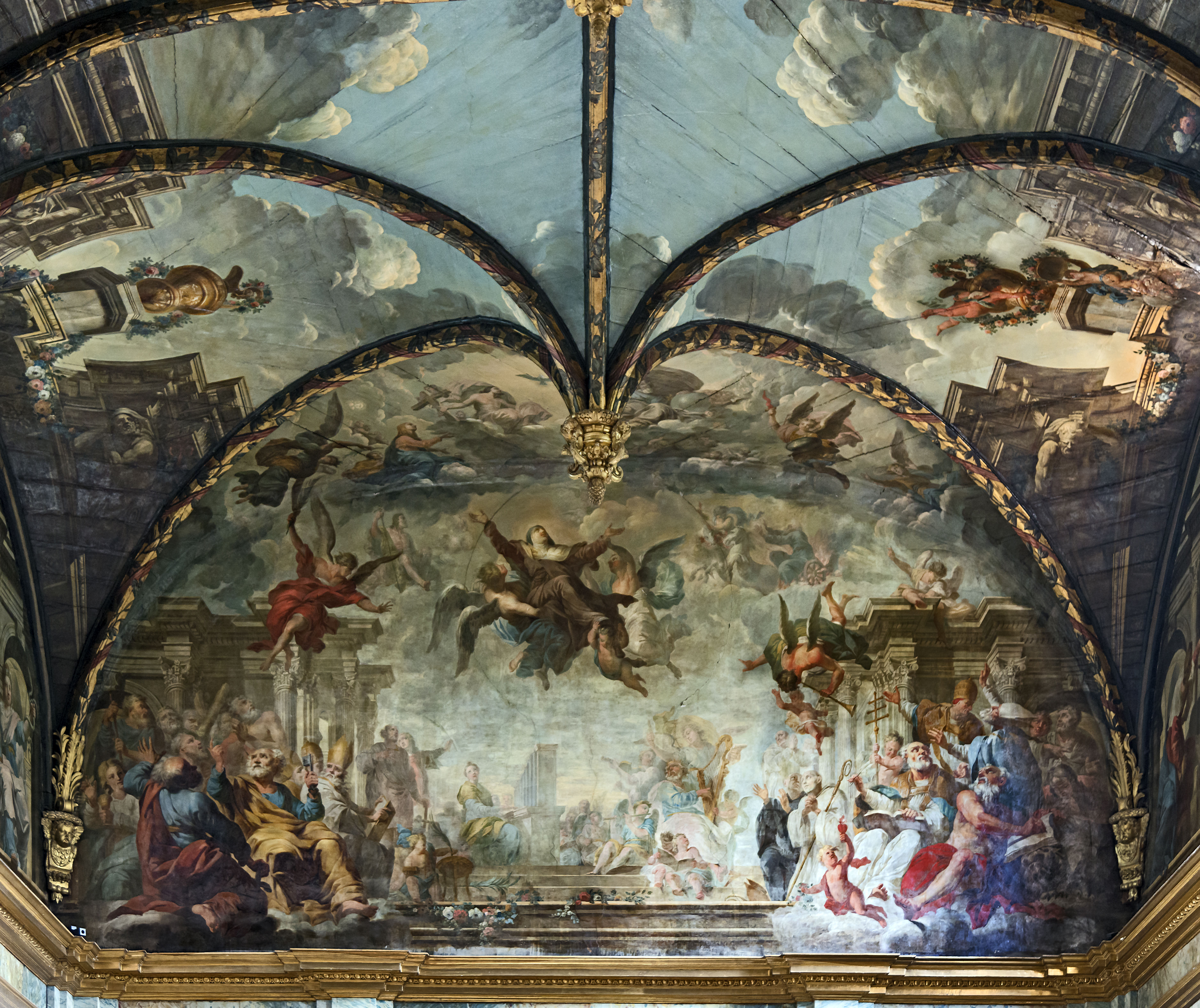
La contre-façade

Les tableaux de Jean-Baptiste Despax (1710-1773) réalisés en 1747-1751, placés sur les murs de la nef reprennent les thèmes de l'ordre des Carmes :
- Origine millénaire de l'ordre des Carmes avec la filiation au prophète Élie et à son disciple Élisée ;
- La dévotion à la Vierge ;
- La glorification de sainte Thérèse d'Ávila.

La vie des fondateurs de la vie de prière sur le mont Carmel est racontée sur quatre tableaux placés dans les deux premières travées :
- Élie faisant descendre le feu du ciel sur l'holocauste (1 Rois 18,36-40),
- Élie rencontrant le roi Achab (1 Rois 18,41-46),
- Élisée divisant les eaux du Jourdain avec le manteau d'Élie (2 Rois 2,14)
- Élisée prêchant à ses disciples.

Sur la contre-façade sont posés deux tableaux étroits :
- Élisée multiplie l'huile d'une veuve (2 Rois 4,1-7),
- Élisée ressuscitant le fils de la Sunamite (2 Rois 4,8-37).

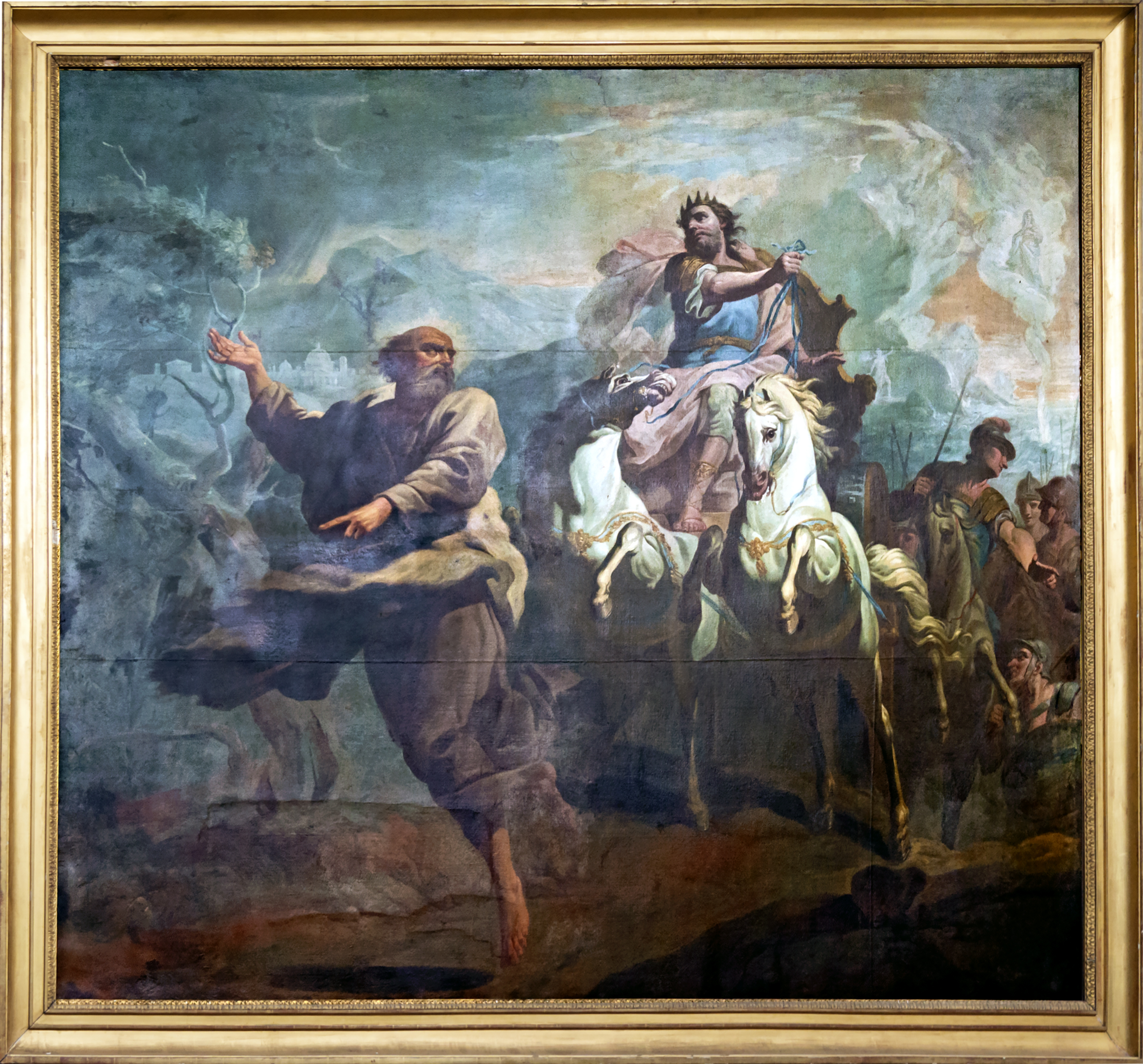
Élie rencontrant le roi Achab
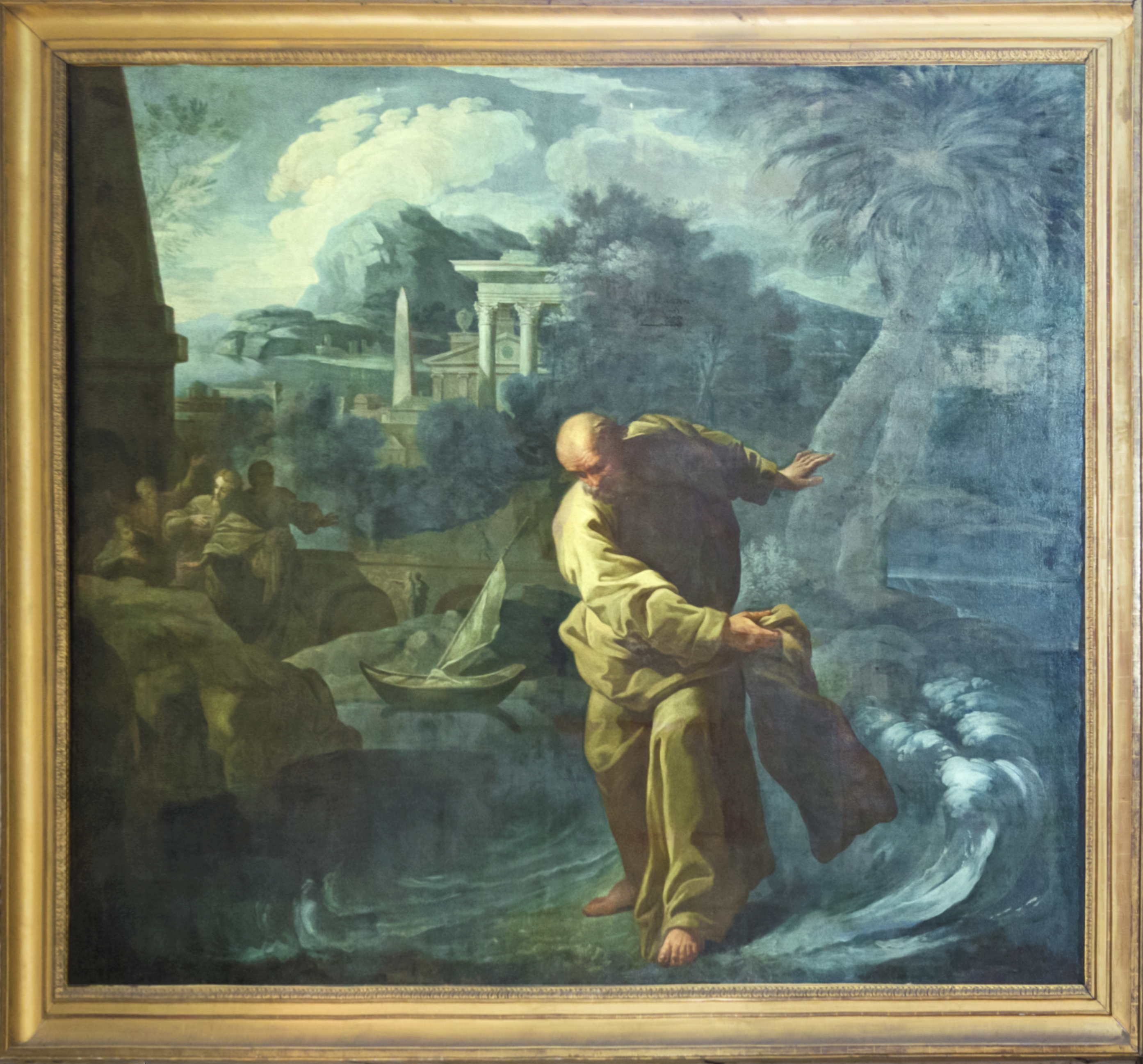
Élisée divisant les eaux du Jourdain avec le manteau d'Élie
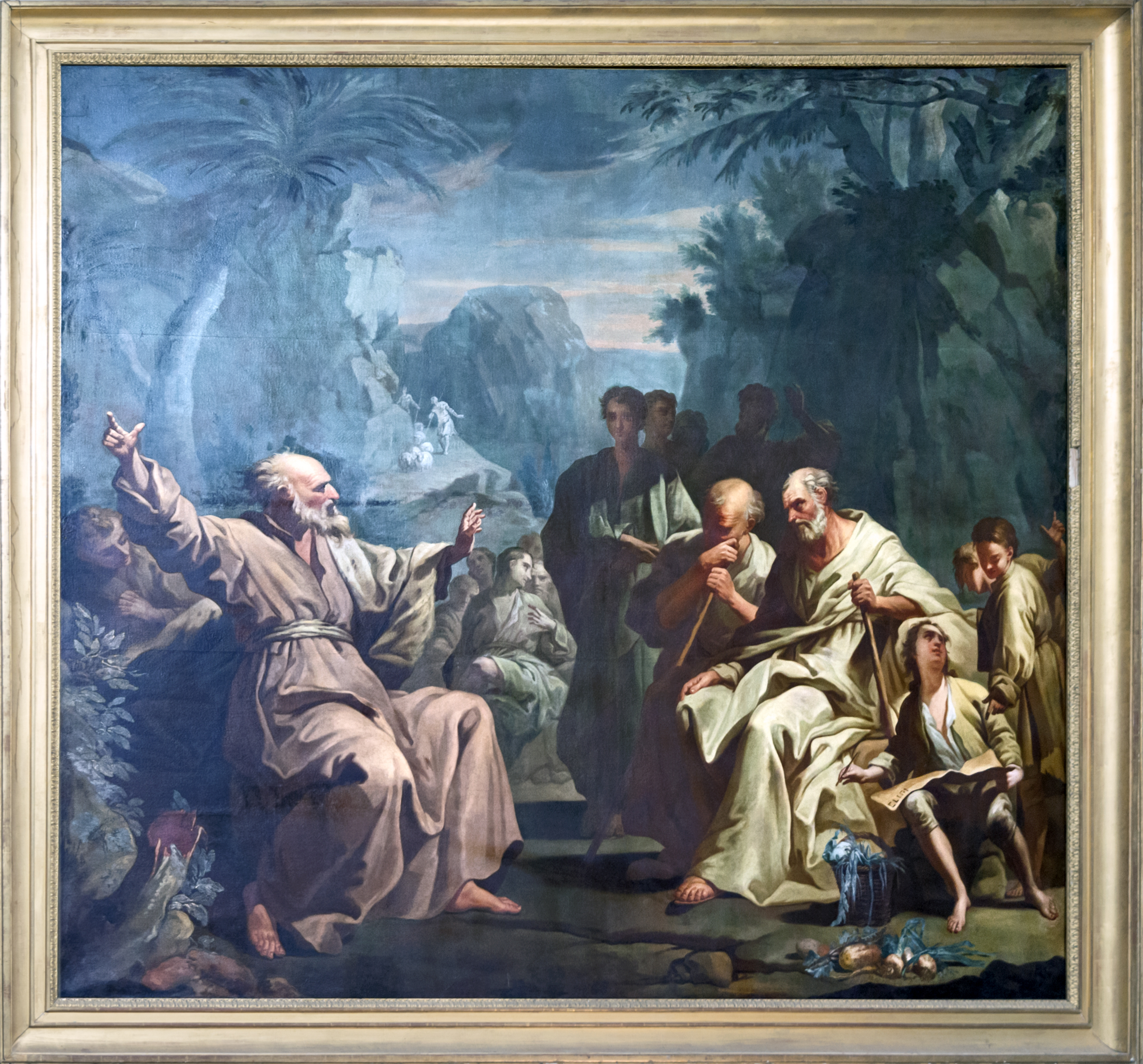
Élisée prêchant à ses disciples
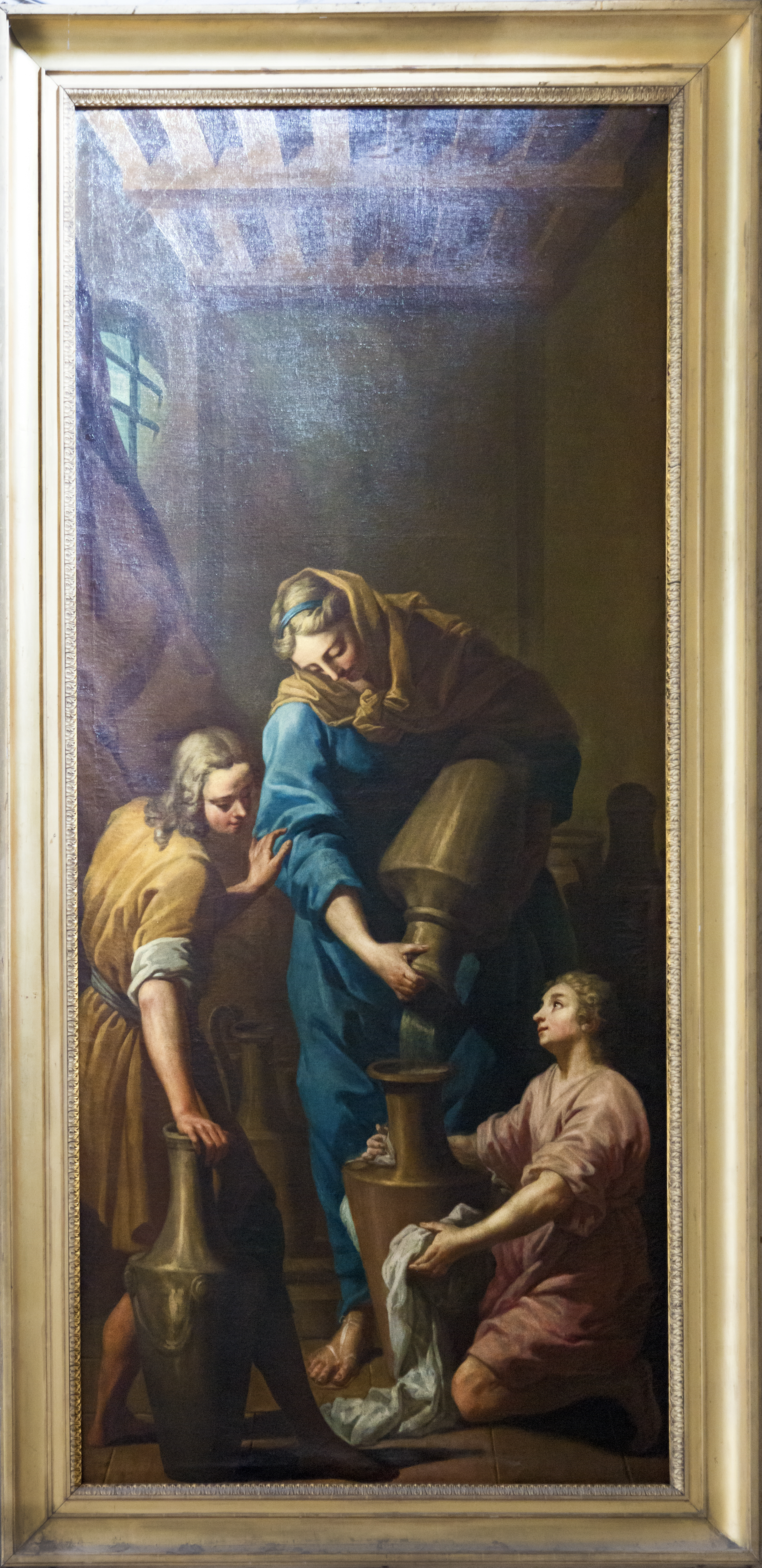
Élisée multiplie l'huile d'une veuve
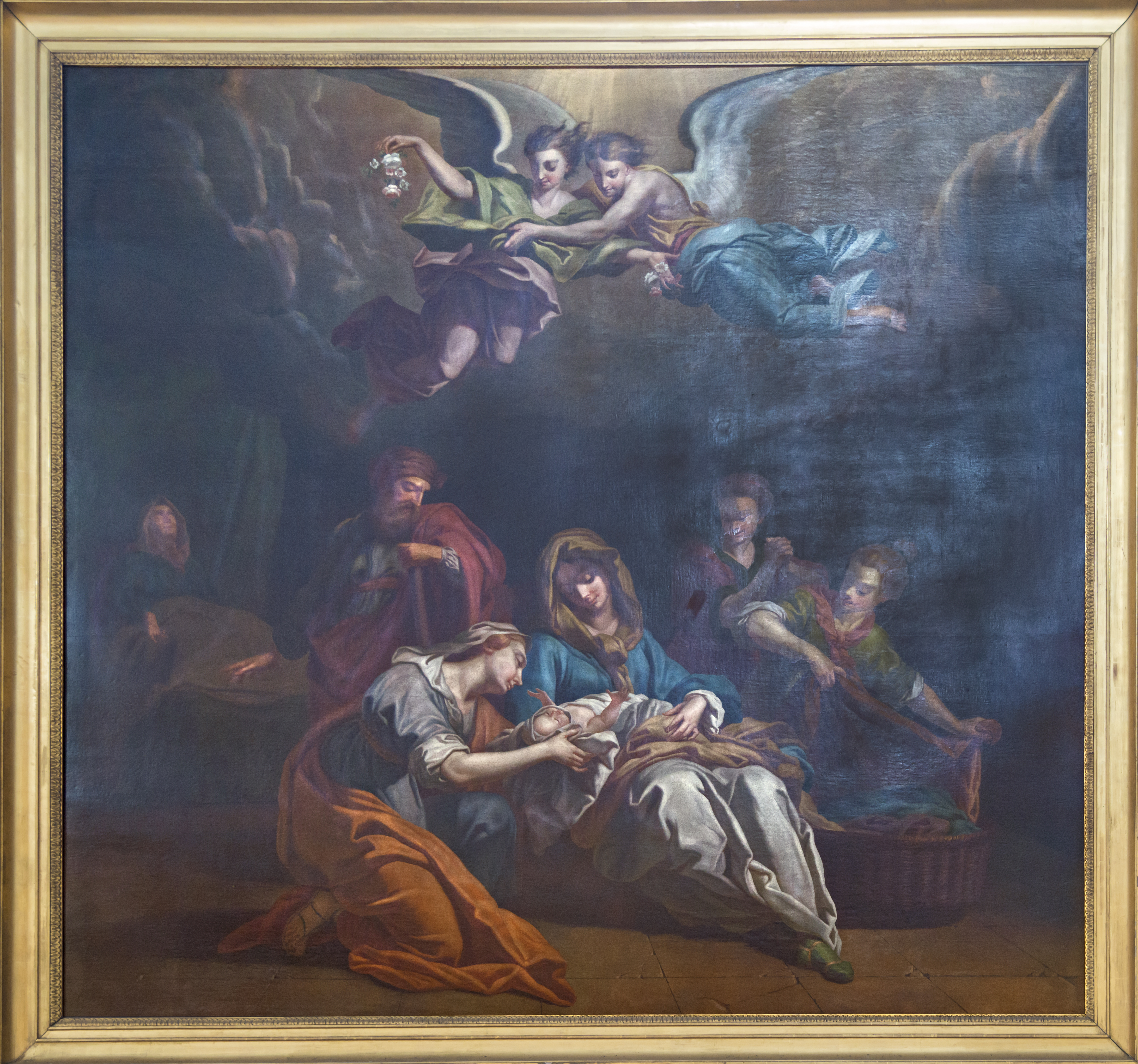
Nativité de la Vierge par Felix Saurine d'après Despax

Au-dessus a été peint à l'huile sur un enduit l'Apothéose de sainte Thérèse : la sainte enlevée au ciel par des anges se trouve devant la Trinité entourée de la Vierge, de saint Joseph, de l'archange saint Michel, d'Élie et de saint Jean-Baptiste. Au niveau inférieur d'autres personnages sont représentés, parmi lesquels, David, sainte Cécile, etc.
Les deux chapelles de la troisième travée ayant été supprimées, on y a disposé deux grands tableaux de Félix Saurines, copies de toiles de Jean-Baptiste Despax, qu'il avait lui-même copiées d'après Restout, se trouvant dans les églises de Toulouse de la Daurade et de Saint-Nicolas :
- Nativité de la Vierge,
- Assomption.

Deux dessus de portes ont été placés dans la quatrième travée :
- Élie nourri par un ange dans le désert (1 Rois 19,5-7),
- Élie admettant Élisée au nombre de ses disciples (1 Rois 19,19).

Dans l'abside se trouvent trois tableaux représentant l'Incarnation :
- l'Annonciation, (Au centre)
- l'Adoration des bergers,
- l'Adoration des mages.

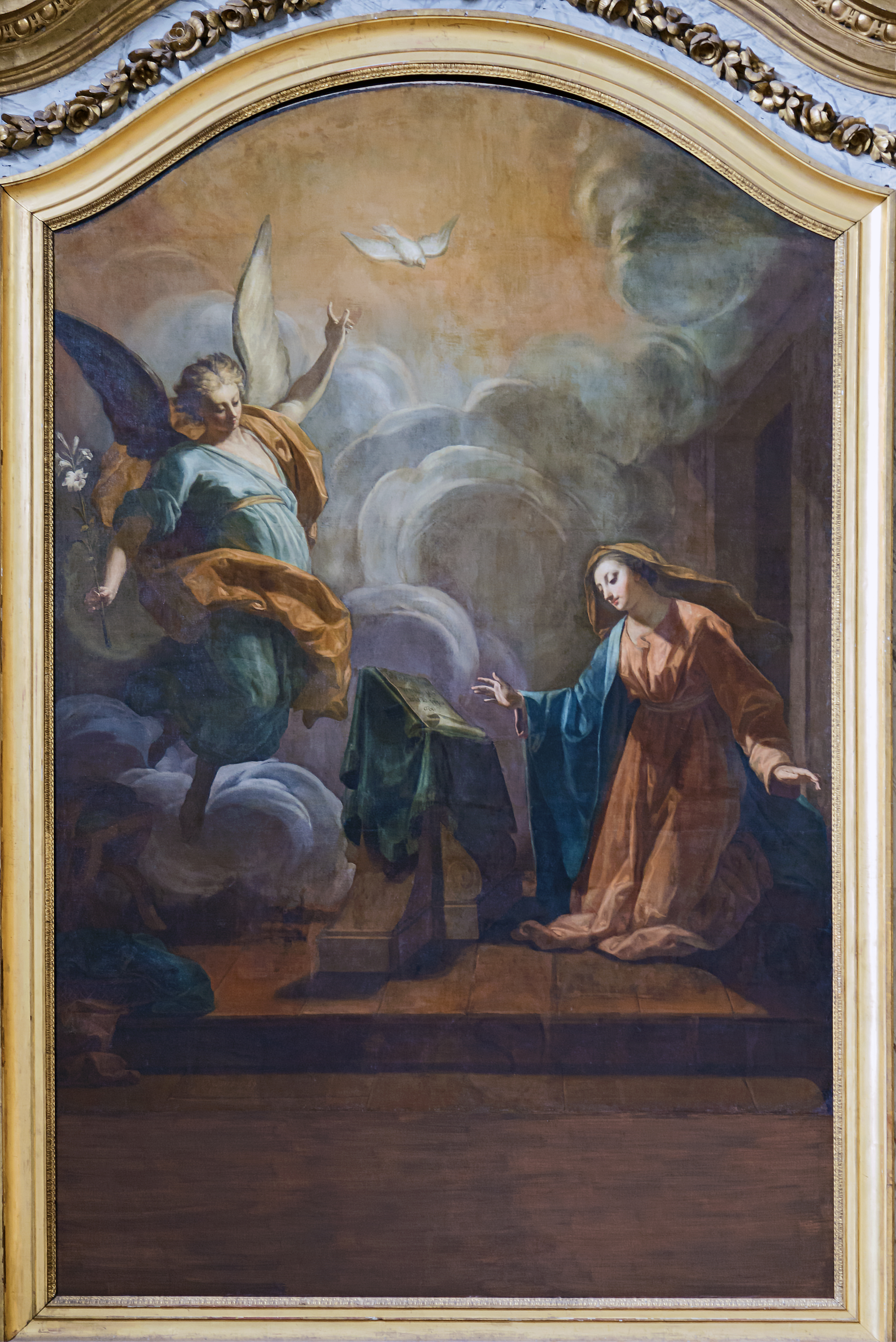
L'annonciation
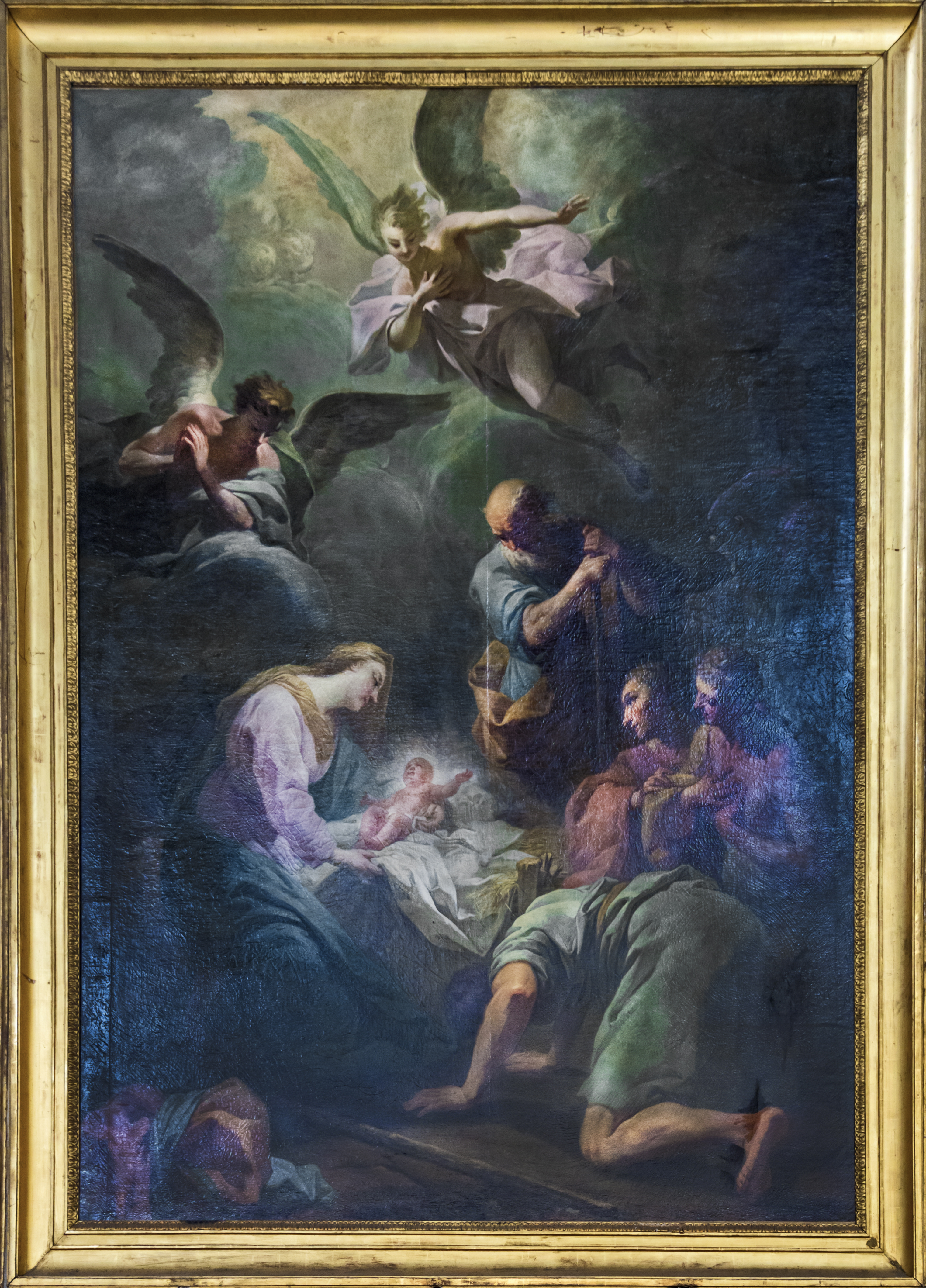
Adoration des bergers
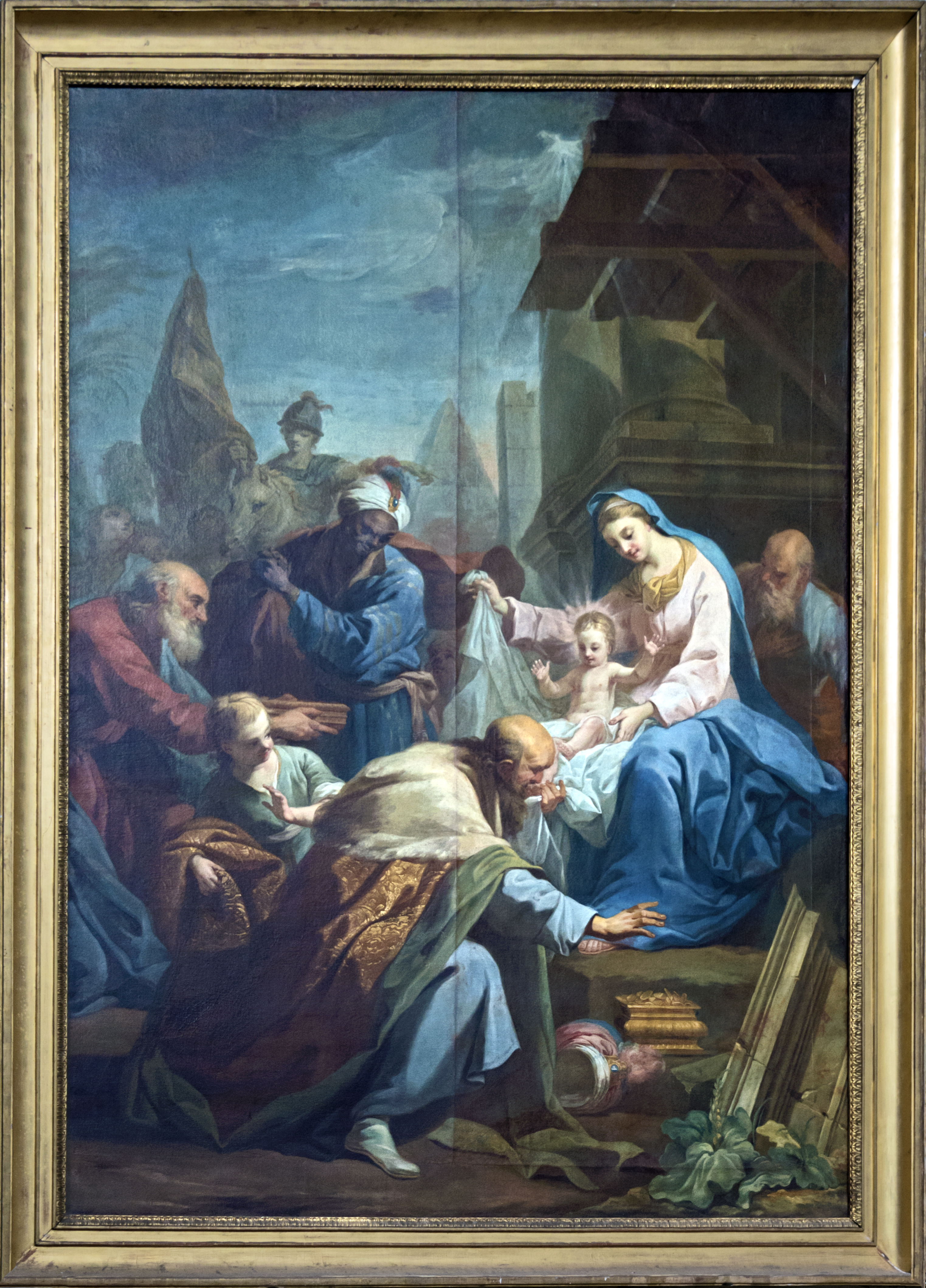
Adoration des mages

Au-dessus, Despax a peint, à l'huile sur enduit, la demi-coupole, autour d'un triangle d'où partent des rayons de lumière qui représente Dieu, des personnages représentant les prophètes et les Justes de l'Ancien Testament qui ont annoncé la venue du Christ et sa Passion : Abraham, Samson, Noé, Adam et Ève, Daniel, Job, Caïn et Abel, Salomon, Isaïe, Josué, Moïse, Jérémie et David.
De part et d'autre des fenêtres hautes ont été peintes des vertus théologales et contemplatives recommandées par l'Ordre :
- à gauche, à partir du chœur : la Charité, la Foi, l'Espérance, la Pénitence, la Pureté, l'Obéissance, le Travail et la Vigilance,
- à droite, à partir du chœur : la Contemplation, le Silence, l'Humilité, la Science des Saints, la Soumission, la Pauvreté, le Zèle et la Prudence.

Ces peintures apparaissent déjà sur un dessin de Jean-Pierre Rivalz ou de son fils. Jean-Baptiste Despax les a reprises sauf les quatre plus proches de l'abside qui sont de Rivalz.
Sur la voûte est peint un ciel et des ornements en trompe-l'œil.
Les comptes des Carmélites montrent une dépense de 60 livres pour les échafaudages en 1747 et 14082 livres pour la décoration entre 1749 et 1751.

### La chapelle après la Révolution
La garde départementale l'a occupée après la Révolution. Les tableaux sont alors déposés au Muséum du Midi de la
République créé en 1793 dans l’ancien couvent des Ermites de saint Augustin (Musée des Augustins) par Jean-Paul Lucas, frère de François Lucas, puis à la cathédrale pour quatre d'entre eux.
Entre 1807 et 1905, la chapelle devient celle du grand séminaire. C'est pendant cette période qu'on a fait les boiseries actuelles de l'abside. Le tableau de l'Annonciation peint par Jean-Pierre Rivalz, qui devait être placé au-dessus du haut tabernacle du retable, ayant disparu, il a été remplacé par un tableau de Despax sur le même sujet peint en 1769 mais qui a dû être agrandi d'environ 50 cm en hauteur.
En 1817, le peintre Roques a restauré les peintures de la voûte.
En 1837, tous les tableaux, y compris ceux se trouvant dans la cathédrale, sont replacés dans la chapelle après restauration par le peintre Julia. Ils sont de nouveau restaurés en 1891 par le peintre Bernard Bénezet.
Après la loi de séparation des Églises et de l'État, la chapelle a abrité le musée de moulages de l'Université.
Enfin, la chapelle revenant au Ministère de la Culture, elle a été ouverte au public en 1975. Des actes de vandalismes ayant nécessité d'importants travaux de restauration obligent à la fermer en 1982. Elle a été rouverte à la visite en 1993.